# Miloje Milojević
Miloje Milojević (serb. Милоје Милојевић; ur. 27 października 1884 w Belgradzie, zm. 16 czerwca 1946 tamże) – serbski kompozytor i dyrygent.

## Życiorys
Uczył się gry na fortepianie od matki, następnie ukończył szkołę muzyczną w Nowym Sadzie. W latach 1907–1910 uczył się w konserwatorium w Monachium u Friedricha Klosego (kompozycja), Felixa Mottla (dyrygentura) i Richarda Meiera-Gschraya (fortepian). Studiował też muzykologię w Wiedniu u Adolfa Sandbergera i Theodora Kroyera. W 1925 roku uzyskał stopień doktora na Uniwersytecie Praskim. W latach 1925–1941 dyrygował założoną przez siebie orkiestrę Collegium Musicum na uniwersytecie w Belgradzie. W latach 1925–1939 był asystentem i docentem historii muzyki na wydziale filozoficznym Uniwersytetu Belgradzkiego, następnie od 1939 do 1946 roku wykładał kompozycję w Akademii Muzycznej. Pisał też krytyki muzyczne.
Opublikował prace Osnovi muzičke umetnosti (Belgrad 1922), Smetana (Belgrad 1924), Smetanin harmonski stil (Belgrad 1926) i Muzičke studije i članci (Belgrad 1926, 2. wyd. 1933, 3. wyd. 1953). Zajmował się badaniami nad folklorem muzycznym południowej Serbii. Jako kompozytor tworzył głównie małe formy, w jego twórczości dostrzegalne są wpływy tendencji stylistycznych typowych dla muzyki początku XX wieku.

## Wybrane kompozycje
(na podstawie materiałów źródłowych)

### Utwory orkiestrowe
- poemat symfoniczny Smrt majke Jugovića (1921)
- Intima na orkiestrę smyczkową (1939)

### Utwory kameralne
- 2 kwartety smyczkowe (I G-dur 1905, II c-moll (1906)
- 2 sonaty na skrzypce i fortepian (I h-moll 1924, II d-moll 1943)
- La légende de Yéphimia na wiolonczelę i fortepian (1920)

### Utwory fortepianowe
- Minijature (1914)
- Quatre morceaux pour piano (1921)
- Ritmičke grimase (1936)
- Pod suncem moga Balkana (1939)
- Melodije i ritmovi sa domaka Šare, Drima i Vardara (1942)

### Utwory wokalne
- Pir iluzija na chór męski i mieszany (1924)
- Muha i komarac na chór męski, żeński i mieszany (1931)
- Vidovdanska pričest na 2 chóry (1929)

### Pieśni na głos i fortepian
- Mélodies populaires serbes (1917)
- Haikai (1927)
- 7 narodnih melodija iz Južne Srbije (1929)